# Домевр су Монфор
Домевр су Монфор (фр. Domèvre-sous-Montfort) је насељено место у Француској у региону Лорена, у департману Вогези.
По подацима из 2011. године у општини је живело 63 становника, а густина насељености је износила 19,21 становника/km².

## Демографија
| 1962. | 1968. | 1975. | 1982. | 1990. | 2011. |
| ----- | ----- | ----- | ----- | ----- | ----- |
| 66    | 72    | 64    | 62    | 55    | 63    |